# NGC 3859
NGC 3859 este o galaxie spirală situată în constelația Leul. A fost descoperită în 23 martie 1884 de către Édouard Stephan⁠(d). Se află la o distanță de 90,36 de megaparseci de Pământ.